# Ampulex rothneyi
Ampulex rothneyi är en  stekelart som beskrevs av Cameron 1902. Ampulex rothneyi ingår i släktet Ampulex och familjen Ampulicidae. Inga underarter finns listade i Catalogue of Life.